# Leptotarsus (Tanypremnella) megacerus
Leptotarsus (Tanypremnella) megacerus is een tweevleugelige uit de familie langpootmuggen (Tipulidae). De soort komt voor in het Neotropisch gebied.